# Fuzzy Music
Fuzzy Music is een onafhankelijk Amerikaans platenlabel voor akoestische jazz. Het label werd opgericht door de jazzdrummer Peter Erskine. Hij heeft hierop zijn platen uitgebracht, maar ook van zijn 'muzikale vrienden en helden' (met Erskine op drums): Dirk K., Lounge Art Ensemble, The Trio, Don Grolnick en Joe Mazzone.